# 텔셀
텔셀(Telcel)은 멕시코의 무선 통신 기업으로서, 아메리카 모빌(América Móvil) 소유이다. 1989년 설립되었으며 멕시코시티에 기반을 둔 텔셀은 멕시코의 무선 통신 서비스의 선두적인 제공업체이다. 2006년 12월 31일, 텔셀의 휴대 전화망은 멕시코 지역 중 63% 이상을 커버하며, 여기에는 멕시코 인구의 90%와 모든 주요 도시가 포함된다. 텔셀은 850 메가헤르츠와 1900 메가헤르츠 무선 스펨트럭을 모두 사용하는 멕시코 내 9개 지역의 무선망을 운영하고 있다. Cofetel(Comision Federal de Telecomunicaciones—Mexico's Federal Telecommunications Commission)에 따르면 2008년 7월 기준으로 텔셀의 가입자는 멕시코 무선 시장 점유율의 77.2%를 차지하는 것으로 예측되었다. 2011년 8월, 텔셀은 66,900,000명의 무선 가입자를 보유하고 있다고 보고하였다.

## 비평
텔셀의 상용의 독적점직 관행은 산업에서 크나큰 비평을 받았으며 이 기업은 멕시코의 소비자 웹사이트에서 상당한 수의 고객 서비스 불만을 받고 있다.